# Perfect Match
Pour plus de détails, voir Fiche technique et Distribution.
Perfect Match (最佳男朋友, Zui jie nan peng you) est une comédie romantique hongkongaise réalisée par Dennis Chan et sortie en 1989 à Hong Kong.
Elle totalise 11 583 955 HK$ de recettes au box-office.

## Synopsis
Dans les salles de réunion et les couloirs de la très compétitive Lok's Toy Company, les employés se disputent le poste de directeur tout en échangeant des blagues et des discours romantiques. Selon l'ancien directeur de la société, ses propriétés auraient été divisées entre sa nièce Lok Ka-kei (Carol Cheng) et son neveu Lok Ka-sing (Andy Lau). Cependant, la part de Sing sera temporairement détenue par Kei jusqu'à son mariage à elle. Sing envoie alors tous ses amis séduire Kei et espère qu'elle se mariera bientôt avec l'un d'entre eux. Cependant, ils échouent tous parce qu'elle tombe amoureuse du designer en chef de l'entreprise, Peter Lai (George Lam). Finalement, après avoir résolu certains malentendus, Sing réalise sa faute et décide de diriger l’entreprise de son propre chef.

## Fiche technique
- Titre original : 最佳男朋友
- Titre international : Perfect Match
- Réalisation : Dennis Chan
- Scénario : Wong Jing
- Photographie : Gigo Lee
- Montage : Robert Choi
- Musique : Joseph Chan
- Production : Wong Jing
- Société de production : Win's Movie Production
- Société de distribution : Win's Movie Production
- Pays de production :  Hong Kong
- Langue originale : cantonais
- Format : couleur
- Genre : comédie romantique
- Durée : 92 minutes
- Dates de sortie :
  - Hong Kong : 17 mars 1989
  - Taïwan : 29 mars 1989

## Distribution
- Andy Lau : Lok Ka-sing
- George Lam : Peter Lai
- Carol Cheng : Lok Ka-kei
- Ellen Chan : Salina
- David Wu (en) : David Shek
- Meg Lam : Mme Peter Lai
- Shing Fui-on : Joseph
- Manfred Wong : Ka Wei
- Yiu Yau Hung : Q
- Wai Kei Shun : Oncle Chu
- Chingmy Yau : la gynécologue
- Soh Hang-suen (en) : Mme Lam
- Natalis Chan : un garde de sécurité
- Wong Jing : un garde de sécurité
- Charlie Cho (en) : un garde de sécurité
- Lo Fan : un homme aux funérailles de Mr Lok
- Dennis Chan : le docteur Dennis Kwong
- Alex Ng : le chauffeur Sing
- Frankie Chan (en) : le client musclé
- Jim James : un homme aux funérailles
- Ernest Mauser : un homme aux funérailles